# Armand Jean de Vignerot du Plessis

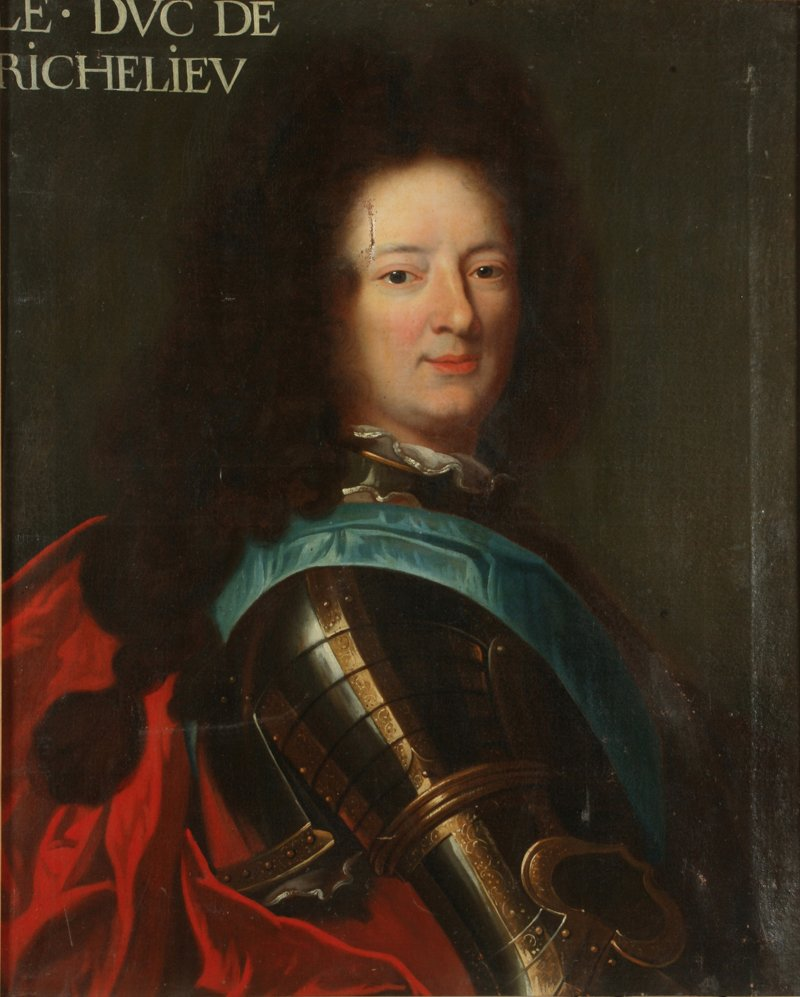
Hyacinthe Rigaud, Porträt von Armand Jean de Vignerot du Plessis

Armand Jean de Vignerot du Plessis (* 3. Oktober 1629 in Le Havre de Grâce; † 20. Mai 1715 in Paris) war ein französischer Hochadliger und Marineoffizier aus der Familie Vignerot.
Er war Duc de Richelieu, Duc de Fronsac, Pair de France, Prince de Mortagne, Marquis du Pontcourlay, Comte de Cosnac, de Barbezieux, de Cozes et de Saujon, Besitzer der Gerichtsbarkeit und der Vicomté Le Faou, Irvillac, Logonna et Villeneuve, Baron du Pont.

## Leben
Armand Jean de Vignerot du Plessis ist der Sohn von François de Vignerot, Marquis de Pontcourlay, Gouverneur von Le Havre, und Marie-Françoise de Guémadeuc, Baronin von Le Pont und Rostrenen. Er ist der Bruder von Jean-Baptiste Amador de Vignerot du Plessis und Emmanuel-Joseph de Vignerot du Plessis. Sie sind durch ihren Vater, den Sohn von Françoise du Plessis de Richelieu, der Schwester des Kardinals, Großneffen des Kardinals Richelieu. Nach dem Tod seines Vaters im Jahr 1646 wurde er Gouverneur der Stadt und Zitadelle von Le Havre und zugehöriger Gebiete.
Im Jahr 1642 wurde er General der französischen Galeeren, ein Amt, das er bis 1661 innehatte.
1647 wurde er nach Neapel geschickt, das sich gegen die Spanier erhoben und die Neapolitanische Republik ausgerufen hatte. Ende Dezember errang er vor Capri gegen das Geschwader Don Juans von Österreich einen Sieg, der aber nicht entscheidend war. Zweimal, am 29. Dezember 1647 und am 1. Januar 1648, vermied Don Juan einen weiteren Kontakt. Am 5. Januar sah sich Armand Jean aufgrund eines fehlenden Hafens oder Ankerplatzes gezwungen, den Golf von Neapel zu verlassen, ohne das Ziel des Feldzugs erreicht zu haben: die Batterie und die 1800 Mann, die Frankreich den Aufständischen angeboten hatte, an Land zu bringen.
Während der Fronde des Princes im Jahr 1651 schloss er sich der Partei Condés an.
Fünfzehn Jahre nach dem Tod seines Großonkels, des Kardinalherzogs, nahm er den Titel Duc de Richelieu durch Namens- und Wappenwechsel wieder an: Am 15. Januar 1657 leistete er im Parlement de Paris den Eid als Herzog und Pair.
Als Erbe eines beträchtlichen Besitzes spielte er, stellte Geliebte zur Schau, gab alles aus und war bald mit Schulden überhäuft. 1661 verkaufte er für 200.000 Livres sein Amt als General der Galeeren. Er gab auch seinen Titel als Gouverneur von Le Havre auf. 1665 verlor er bei einer Partie Paume gegen Ludwig XIV. 25 Gemälde aus seiner Sammlung, darunter dreizehn Poussins.
1675 wurde während des Aufstands der Rotmützen sein Schloss in Pont-l'Abbé geplündert und anschließend in Brand gesteckt.
Im Jahr 1679 wurde er Chevalier d‘honneur von Madame la Dauphine. Da er jedoch immer noch in Not war, trat er 1684 gegen 300.000 Livres von diesem Amt zurück. 1685 verkaufte er seine Baronie Le Pont. Im Jahr 1688 wurde er zum Ritter im Orden vom Heiligen Geist ernannt.
Am Ende seines Lebens versuchte er, sich bei Madame de Maintenon anzubiedern, und wurde so fromm, wie er zuvor ein Libertin gewesen war. Er verschleuderte das Vermögen der Richelieus, so dass schließlich sein gesamter verbliebener Besitz beschlagnahmt wurde. Er starb am 20. Mai 1715 in Paris.

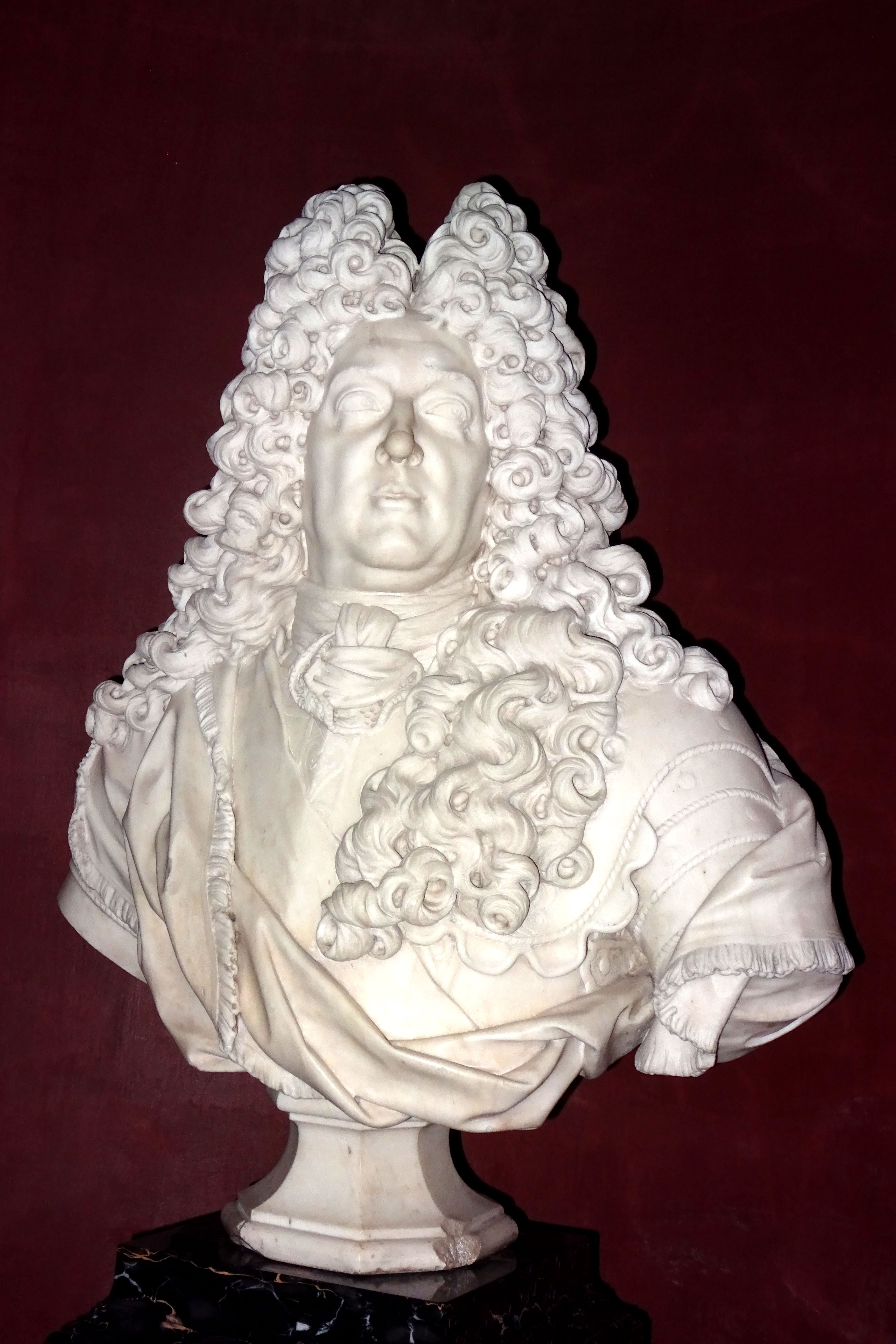
Antoine Coysevox, Marmorbüste von Armand Jean de Vignerot du Plessis, Duc de Richelieu, 1700, Musée Condé

## Ehe und Nachkommen
Am 26. Dezember 1649 heiratet er in erster Ehe Anne Poussard de Fors (1622–1684), die Witwe von François-Alexandre d'Albret, Sire de Pons, mit der er keine Kinder hatte.
Am 30. Juli 1684 heiratete er in Rueil in zweiter Ehe Anne-Marguerite d'Acigné, die Tochter von Jean Léonard d'Acigné, Graf von Grandbois, und Marie Anne d'Acigné. Sie starb am 20. August 1698 in Paris, Pfarrei Saint Paul. Sie haben vier Kinder:
- Marie-Catherine-Armande, genannt Mademoiselle de Richelieu (* 22. Juni 1685; † 1760); , ⚭  23. April 1714 François-Bernardin du Châtelet (1689–1754), Comte de Clermont, Gouverneur von Schloss Vincennes
- Élisabeth-Marguerite-Armande, genannt Mademoiselle de Fronsac (* 12. August 1686 ; † 9. Juni 1744), geistlich in der Abtei Saint-Rémy-des-Landes in Clairefontaine-en-Yvelines, dann Priorin der Bénédictines de la Présentation.[16]
- Marie-Gabrielle-Élisabeth (* 27. Juni 1689 ; † 17. Januar 1770), geistlich in der Abtei Port-Royal de Paris, dann Koadjutorin de Abtei Sainte-Périne de La Villette, 1724 Äbtissin von Le Trésor, gestorben als Äbtissin der Abbaye-aux-Bois[1]
- Louis-François-Armand (* 13. März 1696; † 8. August 1788), 1715 Duc de Richelieu ; ⚭ (1) Anne-Catherine de Noailles; ⚭ (2) 1734 Marie Elisabeth Sophie, Mademoiselle de Guise; ⚭ (3) Jeanne Catherine Josèphe de Lavaulx

Am 20. März 1702 heiratete Armand-Jean in dritter Ehe Marguerite-Thérèse Rouillé, die Witwe von Jean-François de Noailles, in Paris, Pfarrei Saint-Sulpice. Sie starb am 27. Oktober 1729 in Paris, Pfarrei Saint-Sulpice. Die Ehe blieb kinderlos.